# Jalisco
Jaliscoⓘ – stan w środkowo-zachodnim Meksyku. Stolicą stanu jest Guadalajara. Jalisco sąsiaduje od północnego zachodu ze stanem Nayarit, od północy z Zacatecas, Aguascalientes i San Luis Potosi, od wschodu z Guanajuato i z Colimą, a od zachodu z Oceanem Spokojnym.

## Podział administracyjny
Jalisco dzieli się na 126 gmin (hiszp. municpios).

## Historia
Pierwsze stałe osiedla ludzkie na tym terenie są datowane na ponad 10 tys. lat. Około 300 r. n.e. na obszarze sąsiadującym z Pacyfikiem wytworzyły się pierwsze przejawy zaawansowanej cywilizacji i kultury. W chwili przybycia Hiszpanów w głębi lądu żyło kilkanaście różnych plemion indiańskich.
Pierwszym Hiszpanem, który przybył do tego regionu w 1522 r. był Alfonso de Ávalos. Teren ten został na trwale opanowany w 1536 r. przez konkwistadora Nuño de Guzmána, jednakże ludy zamieszkujące te ziemie przez jeszcze długi okres stawiały opór najeźdźcom.
W 1531 r. założona zostaje Guadalajara, która wyrasta na główny ośrodek ekonomiczny. W 1593 i w 1601 r. wybuchają powstania indiańskie, które Hiszpanie stłumili dzięki krwawym represjom. W 1792 r. w Guadalajarze powstaje pierwszy uniwersytet, miasto jest także kwitnącym ośrodkiem religijnym, funkcjonowało w nim wówczas ponad 50 kościołów. Od 1793 r. w Guadalajarze działa pierwsza drukarnia.
W okresie walk o niepodległość Meksyku  Guadalajara była długo oblegana przez siły powstańcze i w listopadzie 1810 r. poddaje się. Przywódca powstańców Miguel Hidalgo wydaje wówczas dekret o zniesieniu niewolnictwa na tym terenie. Po zamordowaniu Hidalgo wojskom kolonialnym udaje się wyprzeć powstańców z większości Jalisco oraz przejąć z powrotem Guadalajarę. Po ponownym pokonaniu Hiszpanów i uznaniu przez Hiszpanię suwerenności Meksyku w 1821 r. Jalisco dołączyło do federacji stanów meksykańskich (uzyskało status stanu w 1824 r.) i przyjęło konstytucję stanową w 1825 r. W połowie XIX wieku Jalisco dotykają liczne epidemie, a także walki o władzę pomiędzy stronnictwami liberałów i konserwatystów, a później interwencja francuska. Jalisco początkowo popierało konserwatystów, którzy sprzymierzyli się z narzuconym przez Francuzów cesarzem Maksymilianem I. Ostatecznie zwyciężyli liberałowie, z ramienia których Benito Juarez sprawował władzę jako prezydent. W czasie dyktatorskich rządów Porfirio Diaza większa część elity stanu udzieliła mu poparcia. Po wybuchu rewolucji meksykańskiej w 1910 r. lokalne milicje lojalne wobec Diaza pokonały rebeliantów.
Później jednak do Guadalajary wkroczył Francisco Villa ze swoją Północną Dywizją. Wysunął on żądania parcelacji wielkich majątków ziemskich pomiędzy chłopów. W 1917 r., kiedy to uchwalono nową konstytucję dla Meksyku, wydawało się, że sytuacja jest już opanowana. Jednak w samym Jalisco przez jeszcze długi czas dochodziło do niepokojów. W latach 20. miały tu miejsce zacięte walki tzw. cristero z oddziałami rządowymi. Jalisco w tym czasie stawało się jednym z najbardziej uprzemysłowionych stanów meksykańskich.
Władzę w Jalisco praktycznie od początku lat 30. sprawuje niepodzielnie partia Partia Rewolucyjno-Instytucjonalna. W latach 70. podobnie jak innych rejonach kraju działalność rozpoczęły liczne grupy partyzanckie, które powstały głównie na gruncie niesprawiedliwości społecznej. Pod koniec lat 90. monopolowi na władzę partii PRI zagroziła opozycyjna PAN.

## Warunki geograficzne i klimatyczne
Przez Jalisco przebiegają liczne pasma górskie, łącznie z Sierra Madre Zachodnią. W skład tego ostatniego wchodzą mniejsze pasma górskie m.in.: Los Huicholes, Los Guajalotes i San Isidro, a także góra El Gordo i wulkan Tequila. W południowej części stanu leżą wulkany: Nevado de Colima i Colima.
Znajdują się tu również rozległe doliny. Najważniejszą rzeką na tym obszarze jest Lerma-Santiago, która przepływa przez środkową część stanu. Inne ważniejsze rzeki to m.in.: San Juan de los Lagos i San Miguel. Znajduje się tu też największe jezioro w Meksyku – Chapala. Na wybrzeżu Pacyfiku znajdują się laguny: San Marcos, Cajititlán, Atotonilco, Zacoalco i Sayula.
W stolicy stanu – Guadalajarze w styczniu średnia temperatura wynosi 16 °C, a w czerwcu 23 °C. Najobfitsze deszcze występują w okresie pomiędzy czerwcem i wrześniem. Średnia roczna opadów wynosi 134 cm. Puerto Vallarta leżące nad oceanem jest cieplejsze, średnia temperatur w styczniu wynosi tu 22 °C, a w czerwcu 28 °C.
W skład fauny roślinnej wchodzą tu takie drzewa jak: mahoniowiec, palisander, drzewa cytrusowe i bananowce oprócz tego występuje tu roślinność bagienna, można też spotkać storczykowate. W chłodniejszych częściach stanu rosną sosny, dęby i jodły. Z rzadszych zwierząt, które występują na terenie stanu, można wymienić: jaguary, wilki, orły i pardwy.
W celu ochrony zasobów naturalnych w Jalisco został utworzony „Rezerwat Biosfery Sierra de Manantlan”. Znajdują się w nim głównie lasy wysokogórskie, łączna liczba porastających ten obszar gatunków roślin jest oceniana nawet na 2700.

## Gospodarka
Jalisco jest trzecim stanem meksykańskim jeżeli chodzi o stopień rozwoju gospodarczego. Oprócz przemysłu ważnym źródłem utrzymania mieszkańców stanu pozostaje turystyka (szczególnie okolice Puerto Vallarta). Na dużą skalę wprowadzi się wydobycie ropy naftowej na szelfie pacyficznym. Także rybołówstwo pozostaje ważnym zajęciem mieszkańcom Jalisco.
Znajduje się tu ponad 30 największych przedsiębiorstw meksykańskich. Wytwarza się tu 60% całego sprzętu komputerowego produkowanego w Meksyku. Wśród gałęzi przemysłu dużą rolę odgrywa przemysł spożywczy (głównie alkohole). Stan słynie również z pięknych wyrobów rękodzieła ludowego (np. hafty), a także z innych produktów tekstylnych. Na skalę przemysłową produkuje się tutaj wyroby pszczelarskie.
Jeżeli chodzi o rolnictwo to Jalisco jest jednym z wiodących producentów cukru. Istnieją tu też przemysłowe farmy mleczne i drobiarskie. Z ważniejszych roślin uprawia się tu m.in.: fasolę, paprykę, sorgo, cebulę i owies. Hoduje się też: świnie, kozy i bydło.
Region słynie również z produkcji tequili - upraw agawy oraz zabytkowych zakładów przetwórczych.
Z wydobywanych tutaj surowców mineralnych należy wymienić: srebro i złoto.

## Galeria

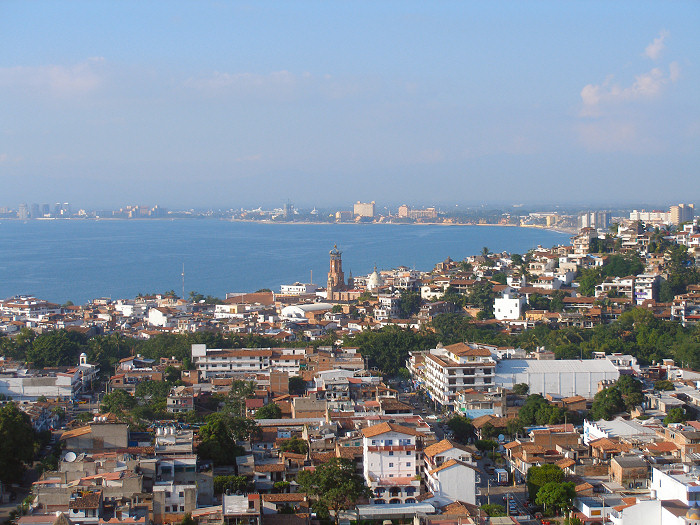
Puerto Vallarta.
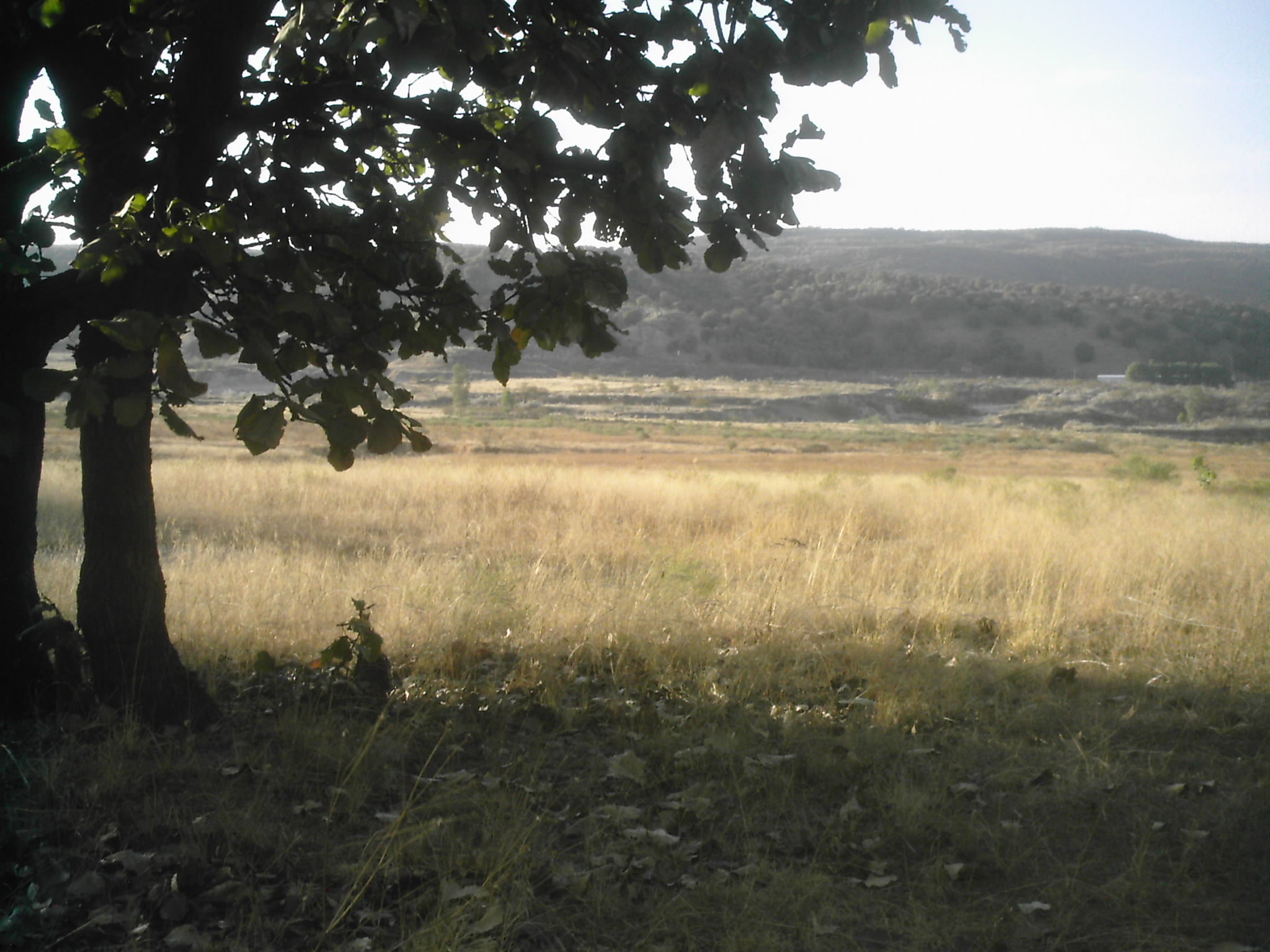
Las Primavera.
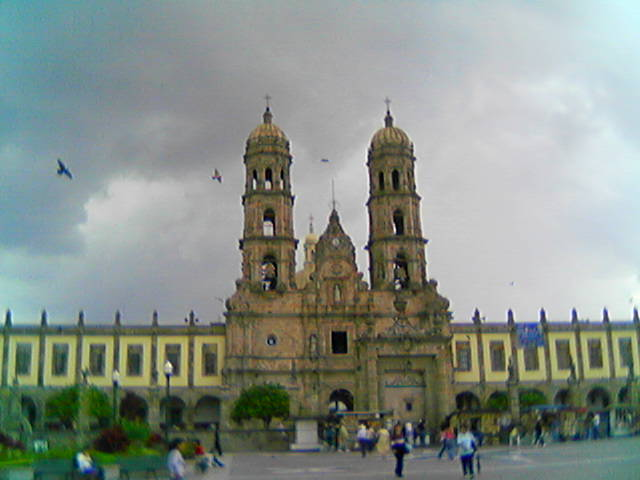
Bazylika w Zapopanie.
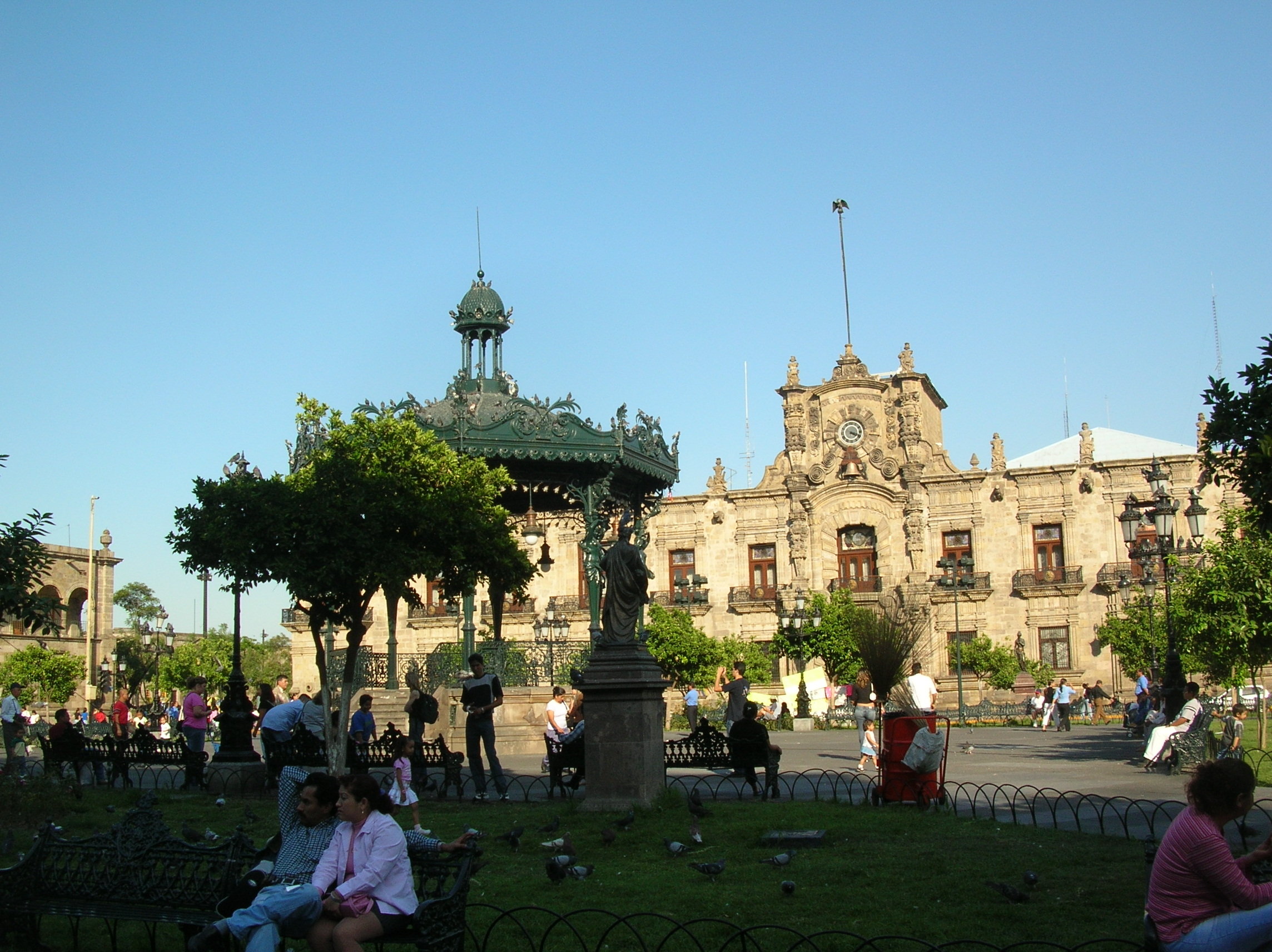
Pałac gubernatorski w Guadalajarze.